# ویلسون ییپ

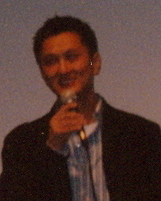
ویلسون ییپ در سال ۲۰۰۶

ویلسون ییپ (انگلیسی: Wilson Yip؛ زادهٔ ۲۳ اکتبر ۱۹۶۳) یک کارگردان و فیلمنامه‌نویس اهل جمهوری خلق چین است.

## فیلمشناسی

### گزیده آثار کارگردانی
- دیز رپر (۱۹۹۵)
- داستان مونگ‌کونگ (۱۹۹۶)
- گلوله‌های داغ (۱۹۹۹)
- ژولیت عاشق (۲۰۰۰)
- ۲۰۰۲ (۲۰۰۱)
- چوب خشک (۲۰۰۲)
- اژدهای سفید (۲۰۰۴)
- منطقه کشتار (۲۰۰۵)
- باشگاه ببر و اژدها (۲۰۰۶)
- نقطه اشتعال (۲۰۰۷)
- ایپ من (۲۰۰۸)
- ایپ من ۲ (۲۰۱۰)
- داستان ارواح چینی (۲۰۱۱)
- پیروزی در آسمان‌ها (۲۰۱۵)
- ایپ من ۳ (۲۰۱۵)
- پارادوکس (۲۰۱۷)
- ایپ من ۴ (۲۰۱۹)
- رویا، حباب و سایه (۲۰۲۵)